# Johann Christoph Kimpfel
Johann Christoph Kimpfel (* 15. Oktober 1750 in Breslau; † 21. Juni 1805 in Berlin) war ein deutscher Maler, Zeichner und Karikaturist.

## Leben

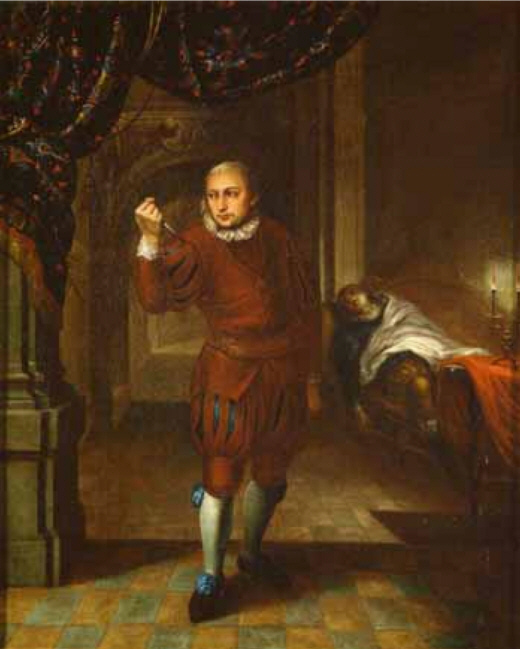
Ferdinand Fleck als „Macbeth“
(Maler: Johann Christoph Kimpfel, 1787)

Kimpfel war der Sohn eines Breslauer Bildhauers. In Schlesien wurde er durch seine Porträt- und Historienmalerei bekannt. In den 1780er Jahren siedelte er nach Berlin um. Dort arbeitete der vielseitig talentierte Maler u. a. mit Carl Gotthard Langhans zusammen, dem Erbauer des Brandenburger Tors. Im Jahr 1788/1789 erhielt er den Auftrag für Wandmalereien im Berliner Stadtschloss, im Schloss Monbijou, im Schloss Charlottenburg und im Marmorpalais in Potsdam. Diese Arbeiten machten den Künstler schnell berühmt, doch ist fast keines dieser Werke mehr erhalten. Um das Jahr 1800 betätigte sich Kimpfel auch als Vorhangmaler und malte den Hauptvorhang des Königlichen Schauspielhauses Charlottenburg.
Daniel Chodowiecki stellte Kimpfel einst auf „den ersten Platz als Karikaturzeichner und Mahler“ in Berlin. Seine Zeichnungen gehören zu den frühen Zeugnissen des Realismus. Seine von der Aufklärung geprägten Motive zeigen auf liebevolle und karikierende Art seine Mitmenschen. Seine Tierzeichnungen zeigen das tierische Dasein im Kampf um den Fressnapf oder im Zusammenleben mit dem Menschen. Mit seinen Werken bildet Kimpfel „eine Brücke über die Jahrhundertwende von der barocken zur klassizistischen Kunstübung“.
In Berlin schloss er sich der Freimaurerloge Zum Pilgrim an.

## Ausstellungen
- Mai–Juni 2012: Johann Christoph Kimpfel – Zeichnungen zwischen Realität und Karikatur. Muzeum Miejskie Wrocławia im Königsschloss in Breslau[4]
- April–Juni 2011: Zeichnungen zwischen Realität und Karikatur, Salzburger Barockmuseum
- November 2005 – Mai 2006: Zeichnungen zwischen Realität und Karikatur Grafschaftsmuseum Wertheim und Otto-Modersohn-Kabinett in Verbindung mit Stiftung Kulturwerk Schlesien
- 1791, 1795, 1804: Beteiligung an den Ausstellungen der Berliner Akademie der Künste[5]